# Cornelius Jakhelln
Cornelius Jakhelln, född 31 augusti 1977 i Kristiansand, är en norsk musiker, författare och litteraturkritiker. Han är medlem i heavy metal-banden Solefald och Sturmgeist samt electronicagruppen G.U.T. Han har givit ut diktsamlingar, romaner och barn- och ungdomsböcker. Sedan 2009 är han litteraturkritiker i Morgenbladet. Han är bosatt i Berlin.

## Boklista
- Gebura Muse (lyrik, Aschehoug, 2001)
- Yggdraliv (lyrik, Tiden, 2004)
- Fagernorn (lyrik, Tiden, 2006)
- Gudenes fall (roman, Cappelen, 2007)
- Quadra Natura Galderhug / Spellmind (lyrik, Cappelen Damm, 2008)
- Rikke gidder ikke! (barnbok, Cappelen Damm, 2008)
- Voguesville (roman, Cappelen Damm, 2009)
- Trisyn (lyrik, Samlaget, 2010)
- Kosmopolis. Dikt frå den norrøne diaspora (lyrik, Samlaget, 2011)
- Raseri (självbiografi, Cappelen Damm, 2011)
- Nazi jihad (ungdomsbok, Cappelen Damm, 2011)
- Umgangskrigen. Skaldskap etter norrønasongen (lyrik, Cappelen Damm, 2013)
- Germania (roman, Pelikanen, 2014)
- Lysbilder (lyrik, Cappelen Damm, 2015)
- Kulden er de andre. Ungdomsdikt 1994-1997 (lyrik, Cappelen Damm, 2016)

## Diskografi
Med Solefald
- Jernlov (demo) (1996)
- The linear scaffold (1997)
- Neonism (1999)
- Pills against the ageless ills (2001)
- In harmonia universali (2003)
- Red for fire: an Icelandic odyssey part 1 (2005)
- Black for death: an Icelandic odyssey part 2 (2006)
- The circular drain (2008)
- Norrøn livskunst (2010)
- World metal. Kosmopolis sud (2015)

Med Sturmgeist
- Meister Mephisto (2005)
- Über (2006)
- Manifesto futurista (2009)

Med G.U.T.
- My only drug is madness (2007)

Som gästmusiker
- Monumentum: sång på spåren "Black and violet" och "The colour of compassion" på albumet Metastasi